# Europa (fusée)
Pour les articles homonymes, voir Europa.
Europa est le premier projet de lanceur spatial européen. Cette fusée est développée dans les années 1960 par le Centre européen pour la construction de lanceurs d'engins spatiaux (CECLES) précurseur de l'Agence spatiale européenne. L'objectif est de permettre à l'Europe de placer en orbite ses satellites sans dépendre des conditions imposées par les deux seules puissances spatiales de l'époque (les États-Unis et l'Union soviétique). Le Royaume-Uni a de son côté décidé de renoncer, pour des raisons budgétaires, à produire son missile balistique Blue Streak pourtant opérationnel. Les initiateurs d'Europa décident de réutiliser ce missile comme premier étage d'une fusée dont le deuxième et troisième étage seraient fournis respectivement par la France et l'Allemagne. Des moyens limités mais surtout une absence de coordination entre les différents contributeurs conduisent à une série de lancements infructueux entre 1967 et 1970. L'évolution rapide du marché des satellites de télécommunications nécessite une révision à la hausse de la charge utile  qui doit désormais pouvoir être placée en orbite de transfert géostationnaire. Une nouvelle version de la fusée, baptisée Europa II, est conçue avec une  charge utile pour cette orbite qui passe de 200  à   360 kg. Un premier exemplaire est lancé le 5 novembre 1971 depuis la base de Kourou. C'est de nouveau un échec qui met fin au programme. Les leçons tirées du déroulement de ce projet et l'expérience acquise sur le plan technique contribuent à la réussite de la fusée européenne Ariane.

## Contexte

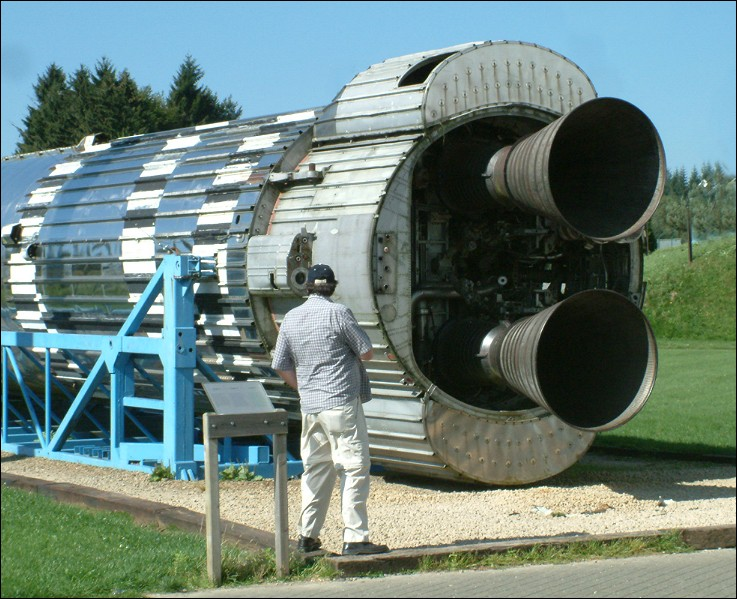
Le premier étage Blue Streak de la fusée Europa II.

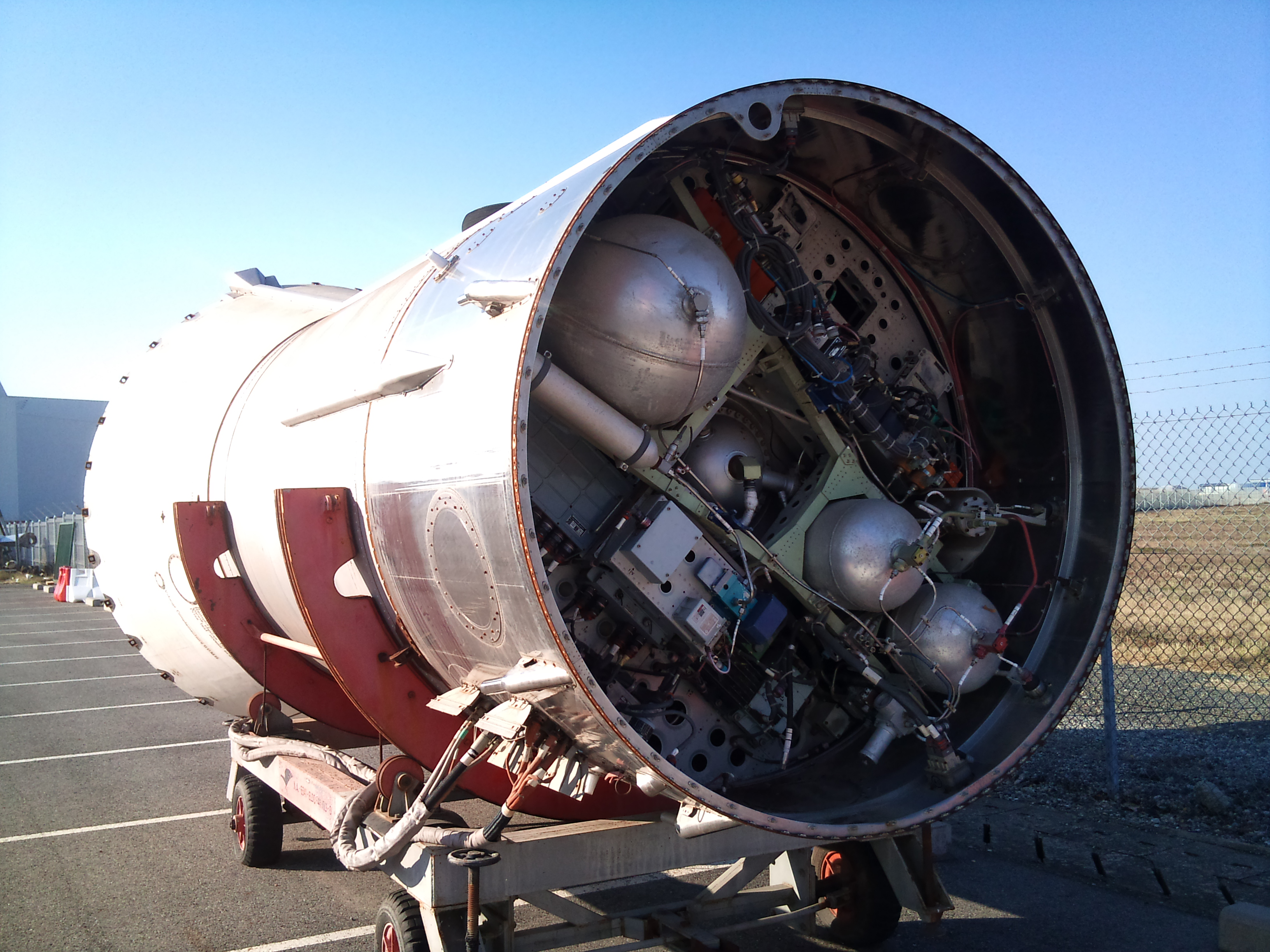
Le second étage Coralie.

En avril 1960, le gouvernement britannique arrête son programme de développement de missile balistique Blue Streak, alors qu'il était presque terminé. À l'époque, la communauté scientifique européenne souhaite disposer d'un lanceur pour mettre en orbite des satellites scientifiques et appelle de ses vœux une solution européenne. Afin d'amortir le coût du développement de son missile, la Grande-Bretagne propose aux autres pays européens de développer le lanceur à partir de son missile. Après des négociations commencées en janvier 1961, la Belgique, le Royaume-Uni, la France, l'Allemagne de l’Ouest, l'Italie et les Pays-Bas, ainsi que l'Australie en tant que membre associé, décident en novembre 1963 de créer le Centre européen pour la construction de lanceurs d'engins spatiaux, ou  CECLES, pour développer un lanceur. Celui-ci, baptisé Europa, doit comporter trois étages et pouvoir placer un satellite d'une tonne en orbite terrestre basse. Le premier étage serait constitué du Blue Streak, le deuxième serait  fourni par la France et le troisième par l'Allemagne. L'Italie doit construire un satellite expérimental, les Pays-Bas une station de télémétrie et la Belgique une station de guidage radio.

## Première version — Europa 1

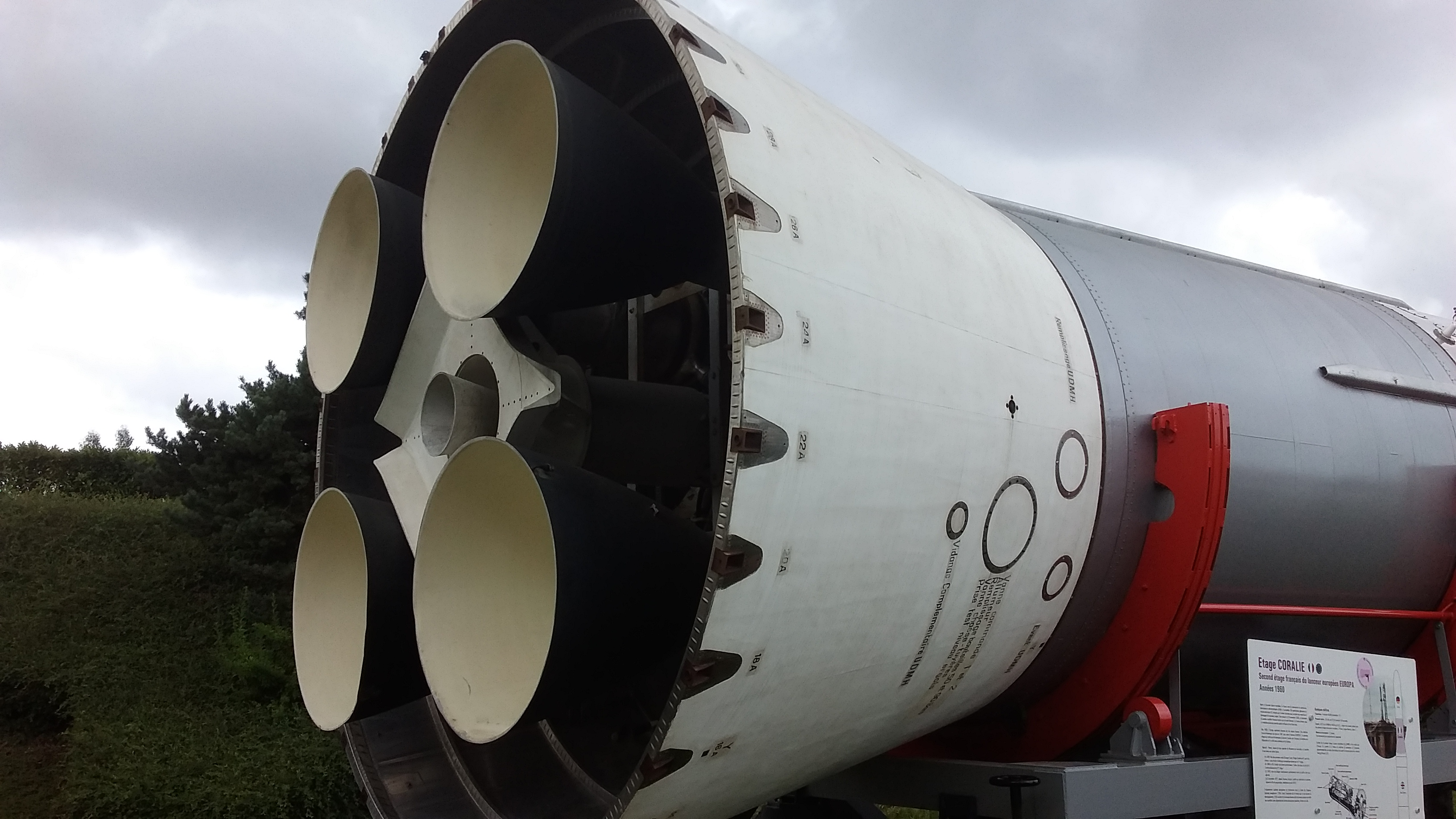
Tuyères de l'étage Coralie

Fruit de la coopération de plusieurs pays, cette première version de la fusée nommé ELDO-A puis Europa 1, est composée de trois étages:
- « Blue Streak », le premier étage, construit par les Britanniques ;
- « Coralie », le second étage, construit par les Français ;
- « Astris », le troisième étage, construit par les Allemands.

D'autres pays avaient des responsabilités, comme l'Italie, qui construisit les satellites expérimentaux. Les Pays-Bas et la Belgique ont collaboré avec les britanniques sur le module Blue Streak.

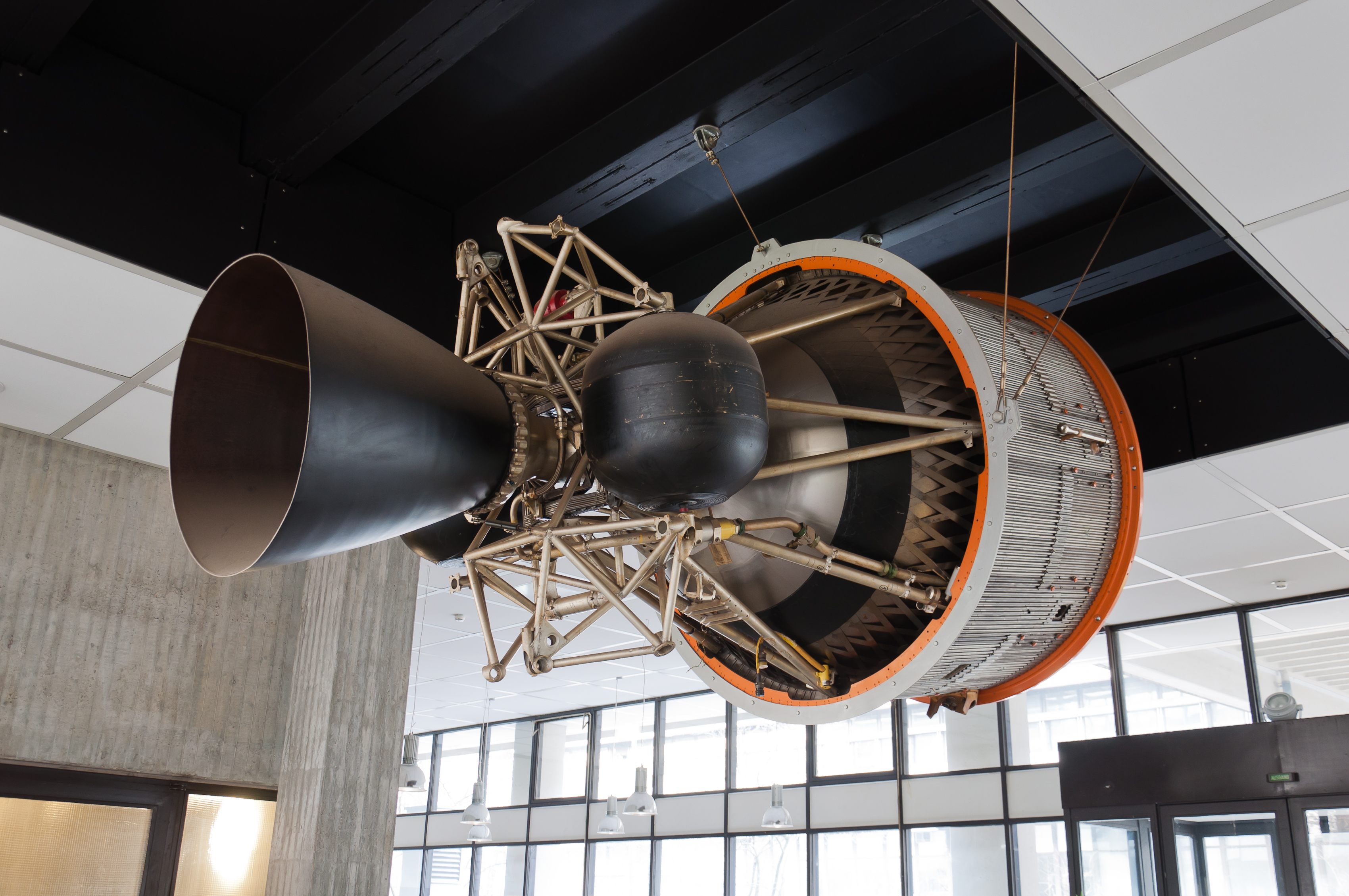
Astris le troisième étage de la fusée Europa à l'université de Stuttgart.

L'Australie, seul pays non-européen à participer au programme, accueille les installations de lancement sur le site de Woomera.
En parallèle des premiers lancements de Blue Streak à partir de 1964, les deuxième et troisième étages sont testés par les Français, sous la dénomination de fusée Cora. 
Cette fusée est capable de mettre en orbite basse des satellites de plus d’une tonne. Après dix lancements, le programme Europa-1 s'arrête, car les Européens se rendent compte que cette fusée n'avait pas de mission d'application[réf. nécessaire]. Les satellites de télécommunication devaient être placés sur une orbite géostationnaire, soit beaucoup plus haut que la première version ne le permettait.
Il est donc décidé de la remplacer par une nouvelle fusée, Europa 2, capable de placer sur orbite de transfert géostationnaire des satellites de 360 kg (masse au lancement).

## Deuxième version — Europa 2
La deuxième version de la fusée est financée majoritairement par la France et l'Allemagne. Le Royaume-Uni et l'Italie quittent le projet en 1969.
Cette version est composée d'un quatrième étage dérivé du 3e étage de la fusée Diamant BP4. Avec une capacité de mise en orbite de transfert géostationnaire de 360 kg, il est projeté de lancer deux tirs de test, et d'enchainer par l'envoi de deux satellites (Symphonie A et B).
Malheureusement, son premier et seul lancement, depuis l'ELA-1 à Kourou, en novembre 1971, est un échec. L’enquête démontre qu'une défaillance de fonctionnement de la centrale à inertie liée à de l'électricité statique générée par les frottements des écoulements d'air sur la coiffe était à l'origine de l'échec. Le moteur du premier étage de la fusée s’arrête, entrainant un basculement de l'ensemble, l'explosion du premier étage et la chute de la fusée dans l'océan Atlantique.
Le programme s'arrête, bien que l'étage Blue Streak du second tir Europa 2 soit alors en chemin vers Kourou. La fabrication des autres fusées en préparation est arrêtée.

## Le projet Europa 3
Une troisième version est élaborée à partir des années 1970. Après plus de trois ans de recherche, le projet est abandonné. Cependant, son premier étage sert de base à celui du lanceur européen Ariane.

## Caractéristiques techniques
| Version                | Europa I                                       | Europa2                                        |
| ---------------------- | ---------------------------------------------- | ---------------------------------------------- |
| Étages                 | 3                                              | 4                                              |
| Longueur               | 31,68 m                                        | 31,68 m                                        |
| Diamètre               | 2,0 m                                          | 2,0 m                                          |
| Masse au lancement     | 106 t                                          | 113 t                                          |
| Poussée                | 3962 kN ?                                      | 8372 kN ?                                      |
| Charge utile           | 1,44 t LEO, 200 kg GTO                         | ? t LEO, 360 kg GTO                            |
| 1er étage              |                                                |                                                |
| Désignation            | Blue Streak                                    | Blue Streak                                    |
| Longueur               | 18;36 m                                        | 18;36 m                                        |
| Diamètre               | 2,0 m                                          | 2,0 m                                          |
| Masse à vide           | 7 t                                            | 6,8 t                                          |
| Masse au lancement     | 89 t                                           | 94 t                                           |
| Propulsion             | 2 Rolls-Royce RZ.2 avec une poussée de 1471 kN | 2 Rolls-Royce RZ.2 avec une poussée de 1471 kN |
| Ergols                 | Kérosène et oxygène liquide                    | Kérosène et oxygène liquide                    |
| Durée de combustion    | 346 s                                          | 352 s                                          |
| 2e étage               |                                                |                                                |
| Désignation            | Coralie                                        | Coralie                                        |
| Longueur               | 5,5 m                                          | 5,5 m                                          |
| Diamètre               | 2 m                                            | 2 m                                            |
| Masse à vide           | 2,1 t                                          | 2,1 t                                          |
| Masse au lancement     | 11,9 t                                         | 12 t                                           |
| Propulsion             | 4 x Vexin A avec une poussée totale de 275 kN  | 4 x Vexin A avec une poussée totale de 262 kN  |
| Ergols                 | UDMH et peroxyde d'azote                       | UDMH et peroxyde d'azote                       |
| Durée de la combustion | 96,9 s                                         | 103 s                                          |
| 3e étage               |                                                |                                                |
| Désignation            | Astris                                         | Astris                                         |
| Longueur               | 3,82 m                                         | 3,82 m                                         |
| Diamètre               | 2 m                                            | 2 m                                            |
| Masse à vide           | 600 kg                                         | 1,1 t                                          |
| Masse au lancement     | 3,4 t                                          | 4 t                                            |
| Propulsion             | Astris 1 avec une poussée de 22,6 kN           | Astris 2 avec une poussée de 23,3 kN           |
| Ergols                 | Aérozine 50 et peroxyde d'azote                | Aérozine 50 et peroxyde d'azote                |
| Durée de la combustion | 360 s                                          | 375 s                                          |
| 4e étage               |                                                |                                                |
| Désignation            |                                                | Moteur d'apogée                                |
| Longueur               |                                                | 2 m                                            |
| Diamètre               |                                                | 0,73 m                                         |
| Masse à vide           |                                                | 120 kg                                         |
| Masse au lancement     |                                                | 807 kg                                         |
| Propulsion             |                                                | SEP P0.7 avec une poussée de 41 kN             |
| Propergol              |                                                | Propergol solide Isolane29/9                   |
| Durée de la combustion |                                                | 45 s                                           |

## Historique des lancements
| Résultat | Résultat | Résultat | Vol n° | Date de lancement (UTC) | Base de lancement | Modèle   | Étage(s) actif(s)                     | Charge(s) utile(s)            | Remarques                                                                              |
| -------- | -------- | -------- | ------ | ----------------------- | ----------------- | -------- | ------------------------------------- | ----------------------------- | -------------------------------------------------------------------------------------- |
|          | ✓        |          | 1      | 5 juin 1964             | Woomera           | Europa 1 | Blue Streak                           | -                             | Succès                                                                                 |
|          | ✓        |          | 2      | 20 octobre 1964         | Woomera           | Europa 1 | Blue Streak                           | -                             | Succès                                                                                 |
|          | ✓        |          | 3      | 22 mars 1965            | Woomera           | Europa 1 | Blue Streak                           | -                             | Succès                                                                                 |
|          | ✓        |          | 4      | 23 mai 1966             | Woomera           | Europa 1 | Blue Streak                           | Maquette de l’étage supérieur | Succès                                                                                 |
|          | ✓        |          | 5      | 14 novembre 1966        | Woomera           | Europa 1 | Blue Streak                           | Maquette de l’étage supérieur | Succès                                                                                 |
|          | ✕        |          | 6      | 4 août 1967             | Woomera           | Europa 1 | Blue Streak et Coralie                | Maquette du troisième étage   | Échec : L'étage Coralie ne s'est pas allumé.                                           |
|          | ✕        |          | 7      | 4 décembre 1967         | Woomera           | Europa 1 | Blue Streak et Coralie                | Maquette du troisième étage   | Échec : L’étage Coralie ne s'est pas allumé.                                           |
|          | ✕        |          | 8      | 29 novembre 1968        | Woomera           | Europa 1 | Blue Streak, Coralie et Astris        | STV-1                         | Échec : Astris s'éteint prématurément.                                                 |
|          | ✕        |          | 9      | 2 juillet 1969          | Woomera           | Europa 1 | Blue Streak, Coralie et Astris        | STV-2                         | Échec : Astris s'éteint prématurément.                                                 |
|          | ✕        |          | 10     | 12 juin 1970            | Woomera           | Europa 1 | Blue Streak, Coralie et Astris        | STV-3                         | Échec : La coiffe ne se sépare pas.                                                    |
|          | ✕        |          | 11     | 4 novembre 1971         | Kourou            | Europa 2 | Blue Streak, Coralie et Astris et PAS | STV-4                         | Échec : Explosion du 1er étage, à la suite d'une défaillance de la centrale à inertie. |

## Arrêt du programme
Les pays associés au projet décident l'arrêt du programme en décembre 1972. La principale cause de l'échec de ce programme a été le manque de coordination entre les pays y participant.[réf. nécessaire] Cet arrêt met fin au Centre européen pour la construction de lanceurs d'engins spatiaux.

## La réussite de son successeur Ariane
De ce projet naît le lanceur Ariane 1, dont la maîtrise d'œuvre est confiée au CNES français. Ce lanceur est le premier de la famille Ariane, gérée par l'Agence spatiale européenne. Cette famille a permis à l'Europe de devenir le no 1 mondial dans ce domaine, avec plus de 50 % du marché.[Quand ?]